# فرودگاه جورج تی لویس
فرودگاه جورج تی لویس (به انگلیسی: George T. Lewis Airport) یک فرودگاه همگانی بهره‌برداری هوایی با کد یاتا CDK است که یک باند فرود آسفالت دارد و طول باند آن ۷۱۸ متر است. این فرودگاه در شهر سیدار کی، فلوریدا کشور ایالات متحده آمریکا قرار دارد و در ارتفاع ۳ متری از سطح دریا واقع شده‌است.